# Hirtella enneandra
Hirtella enneandra är en tvåhjärtbladig växtart som beskrevs av José Cuatrecasas. Hirtella enneandra ingår i släktet Hirtella och familjen Chrysobalanaceae. IUCN kategoriserar arten globalt som starkt hotad. Inga underarter finns listade i Catalogue of Life.